# Arado Ar 65
Arado Ar 65 là một loại tiêm kích hai tầng cánh một chỗ nối tiếp của loại Ar 64. Ar 64 và 65 có vẻ ngoài rất giống nhau. Sự khác biệt chính là Ar 64 dùng động cơ thẳng hàng 12 xy lanh còn Ar65 dùng động cơ bố trí kiểu tròn.

## Biến thể
Ar 65a
Ar 65b
Ar 65c
Ar 65d
Ar 65E
Ar 65F

## Quốc gia sử dụng
- Bulgaria
- Đức Quốc xã

## Tính năng kỹ chiến thuật (Ar 65E)

Arado Ar 65

Dữ liệu lấy từ 
Đặc tính tổng quan
- Kíp lái: 1
- Chiều dài: 8,4011 m (27 ft 6,75 in)
- Sải cánh: 11,20 m (36 ft 9 in)
- Chiều cao: 3,4227 m (11 ft 2,75 in)
- Diện tích cánh: 23 m2 (250 foot vuông)
- Trọng lượng rỗng: 1.510 kg (3.329 lb)
- Trọng lượng có tải: 1.930 kg (4.255 lb)
- Động cơ: 1 × BMW VI 7.3 , 560 kW (750 hp)

Hiệu suất bay
- Vận tốc cực đại: 186 km/h (116 mph; 100 kn) trên độ cao 1.650 m (5.413 ft)
- Vận tốc hành trình: 246 km/h (153 mph; 133 kn) trên độ cao 1.400 m (4.593 ft)
- Trần bay: 7.600 m (24.935 ft)
- Vận tốc lên cao: 10,60 m/s (2.086 ft/min)
- Thời gian lên độ cao:

1.000 m (3.281 ft) trong 1,5 phút
5.000 m (16.404 ft) trong 10,6 phút

Vũ khí trang bị

- Súng: 2 × Súng máy MG 17 7,92 mm (0,312 in)